# Двопроменева функція відбивної здатності

Діаграма, що показує вектори, які використовуються для визначення ДФВЗ. Всі вектори мають одиничну довжину. вказує на джерело світла. вказує на глядача (камера). - нормаль до поверхні.

Двопроменева функція розподілу відбивної здатності (ДФВЗ ; англ. Bidirectional reflectance distribution function; BRDF) — функція {\displaystyle f_{\text{r}}(\omega _{\text{i}},\,\omega _{\text{r}})}, що визначає, як світло відбивається від непрозорої поверхні. Вона використовується в оптиці, в алгоритмах комп'ютерної графіки та комп'ютерного зору.
Функція приймає напрямок падаючого світла {\displaystyle \omega _{\text{i}}} та напрямок відбитого світла {\displaystyle \omega _{\text{r}}} (взяті в системі координат, де нормаль поверхні {\displaystyle \mathbf {n} } лежить вздовж z-осі) і повертає відношення відбитого світла уздовж напрямку {\displaystyle \omega _{\text{r}}} до опромінення, що падає на поверхню у напрямку {\displaystyle \omega _{\text{i}}}.
Кожен напрямок {\displaystyle \omega } параметризується азимутальним кутом {\displaystyle \phi } і зенітним кутом {\displaystyle \theta }, отже ДФВЗ в цілому є функцією 4 дійсних змінних. ДФВЗ має розмірність sr−1, при цьому стерадіани (sr) є одиницею тілесного кута .

## Визначення
ДФВЗ було вперше визначено Фредом Никодимом близько 1965 р.  Визначення:
{\displaystyle f_{\text{r}}(\omega _{\text{i}},\,\omega _{\text{r}})\,=\,{\frac {\operatorname {d} L_{\text{r}}(\omega _{\text{r}})}{\operatorname {d} E_{\text{i}}(\omega _{\text{i}})}}\,=\,{\frac {\operatorname {d} L_{\text{r}}(\omega _{\text{r}})}{L_{\text{i}}(\omega _{\text{i}})\cos \theta _{\text{i}}\,\operatorname {d} \omega _{\text{i}}}}}

Причина, по якій функція визначається як відношення двох диференціалів, а не безпосередньо як відношення між величинами, полягає в тому, що опромінення у напрямках відмінних від {\displaystyle \operatorname {d} E_{\text{i}}(\omega _{\text{i}})}, впливають на інтегральне освітлення поверхні і як наслідок на інтенсивніть відбитого світла {\displaystyle L_{\text{r}}(\omega _{\text{r}})}, тоді як на {\displaystyle \operatorname {d} L_{\text{r}}(\omega _{\text{r}})} впливає лише {\displaystyle \operatorname {d} E_{\text{i}}(\omega _{\text{i}})}.

## Фізично корректна ДФВЗ
Фізично реалістична ДФВЗ має додаткові властивості,  включаючи,
- позитивність: {\displaystyle f_{\text{r}}(\omega _{\text{i}},\,\omega _{\text{r}})\geq 0}
- виконання взаємності Гельмгольца(інші мови) : {\displaystyle f_{\text{r}}(\omega _{\text{i}},\,\omega _{\text{r}})=f_{\text{r}}(\omega _{\text{r}},\,\omega _{\text{i}})}
- збереження енергії: {\displaystyle \forall \omega _{\text{i}},\,\int _{\Omega }f_{\text{r}}(\omega _{\text{i}},\,\omega _{\text{r}})\,\cos {\theta _{\text{r}}}d\omega _{\text{r}}\leq 1}

## Моделі
ДФВЗ можна виміряти безпосередньо для реальних об’єктів за допомогою каліброваних камер та джерел світла;  однак було запропоновано багато феноменологічних та аналітичних моделей включаючи модель ламбертівського відбиття, яка часто застосовується в комп'ютерній графіці. Деякі корисні функції останніх моделей включають:
- врахування анізотропного відбиття
- редагування за допомогою невеликої кількості інтуїтивно зрозумілих параметрів
- врахування ефектів Френеля при ковзному падінні
- придатність для методів на основі методу Монте-Карло

В. Матусік та ін. виявили, що інтерполяція між такими виміряними зразками дає реалістичні результати та є легкою для розуміння.

### Деякі приклади
- Ламбертове моделювання — ідеально дифузні (матові) поверхні з постійною BRDF.
- Ломмель–Зелігер — відбиття з поверхні Місяця чи Марса.
- Модель розсіювання Гапке — фізично обґрунтоване наближення для вирішення рівнянь переносу випромінювання на пористій, нерегулярній та частинковій поверхні. Часто використовується в астрономії для моделювання поверхонь планет і малих тіл. Існує кілька варіантів.
- Модель Фонга — феноменологічна модель, що імітує пластиковий блиск.
- Модель Блінна–Фонга — подібна до Фонга, але допускає інтерполяцію деяких величин, знижуючи обчислювальні витрати.
- Модель Торренса–Сперроу — загальна модель, яка представляє поверхню як сукупність ідеально дзеркальних мікрофасеток.
- Модель Кука–Торренса — модель мікрофасеток, що враховує довжину хвилі та зсув кольору.
- Модель Ворда — мікрофасеткова модель з еліптичним гаусовим розподілом, що залежить від тангенціального напрямку поверхні.
- Модель Орена–Наєра — "направлено-дифузна" модель мікрофасеток, де мікрофасети є ідеально дифузними.
- Модель Ашіхміна–Ширлі — дозволяє анізотропне відбиття з дифузною підкладкою під дзеркальною поверхнею.
- HTSG (He, Torrance, Sillion, Greenberg) — повна фізично обґрунтована модель.
- Узагальнена модель Лафортюна — розширення Фонга з кількома дзеркальними лобами, призначена для параметричного узгодження з виміряними даними.
- Модель Лебедєва для аналітичного апроксимування BRDF.
- Модель типу ABC для точного й ефективного рендерингу глянцевих поверхонь.
- Модель ABg
- K-кореляційна (ABC) модель